# Sutela (Kotka)
Pour les articles homonymes, voir Sutela.
Sutela est un quartier de l'ouest de Kotka en Finlande.

## Présentation
Le quartier de Sutela est bordé à l'est par le bras Langinkoskenhaara du Kymijoki, au sud par la route nationale 7 et au nord par Kaukola.
Sutela est principalement une vallée fluviale.
La route royale traverse Sutela avant d'emjamber le bras Langinkoskenhaara du Kymijoki reliant les quartiers de Sutela et de Kyminlinna.
Sutela compte de nombreuses vieilles maisons individuelles avec de grands terrains. 
Dans la partie orientale, il y a des champs cultivés long de Langinkoskenhaara. 
Le centre commercial de Sutela, qui comprend un Automarket Prisma et d'autres services, est situé entre la nationale 7 et la route régionale 170.
Dans la partie ouest de Sutela, on trouve la petite zone industrielle de Hakamäki et le quartier résidentiel de Petäjäsuo.

## Transports
Sutela est desservi par les bus suivants:
- 90 Kotka-Pyhtää
- 93 Pyhtää-Siltakylä-Kotka
- 90P Kangas-Purola-Kotka
- 89PA	 Kotka-Huutjärvi-Kiviniemi-Siltakylä
- 5PA	 Pernoo-Sutela
- 13PA	 Karhula-Koivula-Keltakallio-Itäranta-Isännänraitti-Prisma
- 14PA	 Koskenrinne-Prisma-Karhuvuori-Mussalo-Kotkansaari
- 2 Norskankatu-Jäppilä
- 19	 Mussalo-Parikka-Laajakoski
- 20	 Mussalo-Karhuvuori-Karhula
- 25	 Norskankatu-Mussalo-Karhuvuori-Karhula
- 15PA	Leikari-Suulisniemi-Karhula-Korkeakoski-Karhuvuori-Kotka